# Jacques Offenbach

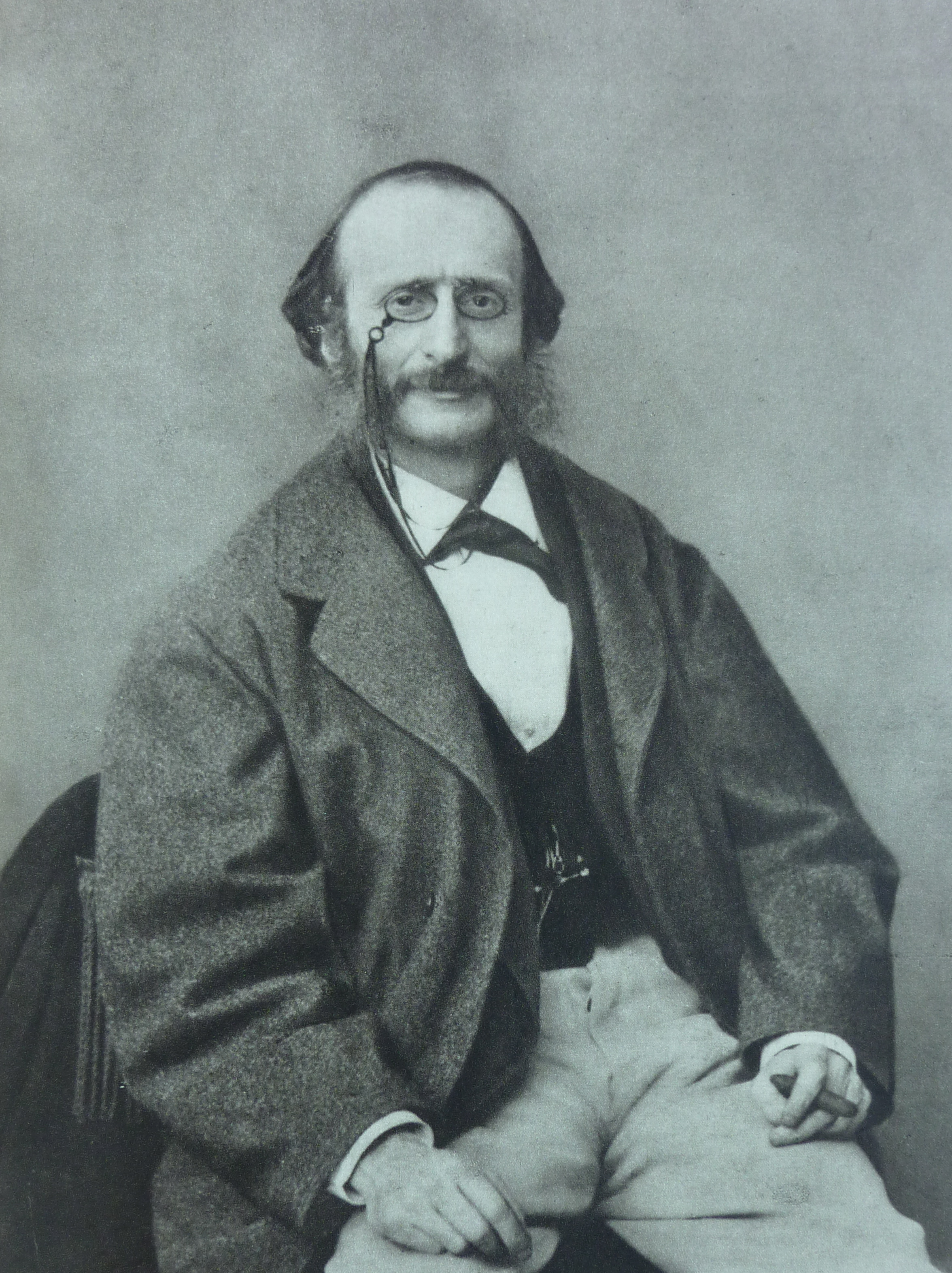
Jacques Offenbach, Fotografie von Félix Nadar

Jakob „Jacques“ Offenbach (* 20. Juni 1819 in Köln; † 5. Oktober 1880 in Paris) war ein deutsch-französischer Komponist und Cellist. Er gilt als Begründer der modernen Operette als eigenständiges und anerkanntes Genre des Musiktheaters. Seine bekanntesten Stücke sind die Tanznummer Cancan aus Orpheus in der Unterwelt sowie die Barcarole aus der Oper Hoffmanns Erzählungen.

## Leben

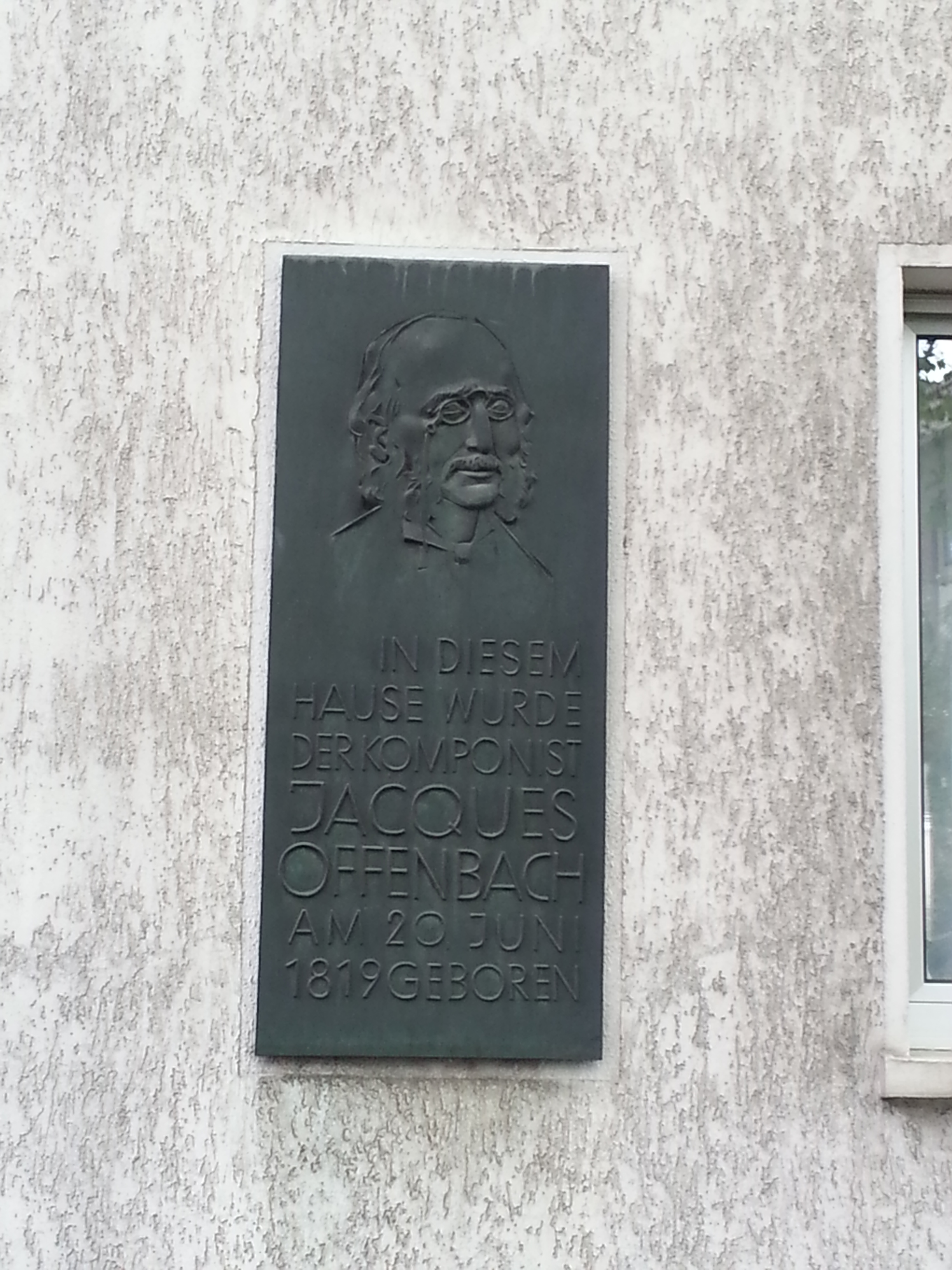
Gedenktafel an Offenbachs Geburtshaus in Köln, Großer Griechenmarkt 1

### Kindheit
Jakob Offenbachs Eltern waren der Kantor, Komponist und Dichter Isaac Juda Eberst (1779/1781–1850) und dessen Frau Marianne Rindskopf, Tochter eines Geldwechslers und Lotterieunternehmers. Die Familie lebte vor seiner Geburt in Offenbach am Main, wo der Vater Kantor der dortigen jüdischen Gemeinde war. Nachdem 1816 in der nachnapoleonischen Zeit ein Teil des Fürstentums Isenburg mit seiner Residenzstadt Offenbach dem Großherzogtum Hessen (Hessen-Darmstadt) zugeschlagen worden war, siedelte die Familie nach Köln über, nahm den Familiennamen Offenbach an und lebte ab 1816 am Großen Griechenmarkt. Auch hier übte der Vater das Amt des Kantors in der Kölner Synagogengemeinde der Glockengasse aus.
Jakob Offenbach kam 1819 in Köln als siebtes von zehn Kindern zur Welt; einige seiner Geschwister zeigten Talent für Violine (Juda alias Julius) und Piano (Isabella). Jakob erhielt den ersten Cello- und Violinunterricht von seinem Vater, später unterrichtete ihn der Cellist und Komponist Bernhard Breuer, dem Offenbach 1833 seine erste gedruckte Komposition widmete.
Ab dem 25. November 1830 trat Jakob mit Isabella und Juda im Gymnicher Hof am Kölner Neumarkt als Trio auf, um Geld für den Musikunterricht zu verdienen.

### Paris
Um seinen Söhnen Jakob und dem vier Jahre älteren Julius (Jules) eine bessere Musikausbildung zu ermöglichen, reiste der Vater mit ihnen im November 1833 nach Paris. Das dortige Conservatoire national de musique et de déclamation stand damals Ausländern nicht offen; in einem Erlass des Jahres 1822 hatte der Minister verfügt, dass er sich die Zulassung von Ausländern vorbehalte. Selbst Franz Liszt erhielt durch den Leiter Luigi Cherubini wegen dieses Vorbehalts keine Zulassung. Der mit Empfehlungsbriefen angereiste Vater blieb hartnäckig und bekam die Zulassung für seinen Sohn Jakob am 30. November 1833 (Eintragung in die Schülerliste). Jakob zog in eine Dachwohnung in der Rue des Martyrs 23 und besuchte die Celloklasse von Olive-Charlier Vaslin (1794–1889), die er 1834 ohne Abschluss freiwillig wieder verließ. Jakob – der sich nunmehr Jacques nannte – begann 1835 als Cellist bei der Opéra-Comique für ein Monatsgehalt von 83 Francs und erhielt ab 1837 Kompositionsunterricht bei Fromental Halévy.
Ab 1836 komponierte er kleinere Romanzen, Walzer und Salonstücke (Winterblumen, französisch Fleurs d’hiver, 1836; Rebecca, 1837), 1838 verlor er seine Stelle bei der Opéra-Comique. Nach seiner Übersiedlung nach Paris lernte Jacques Offenbach 1841 die katholische Spanierin Hermine d’Alcain (1826–1887) kennen, deren Vater, ein spanischer Karlistenführer, als Konzertagent tätig war. Dieser ermöglichte Offenbach im Mai 1844 seine erste Konzertreise an den Londoner Königshof, wo er vor Königin Victoria musizierte. Nachdem Offenbach zum Katholizismus konvertiert war, konnte er am 14. August 1844 Hermine d’Alcain heiraten. Sie hatten fünf Kinder, Berthe (* 1845), Minna (* 1850), Pépita (* 1855), Jacqueline (* 1858) und Auguste (* 1862). Sein erstes Stück L’Alcôve erschien 1847, es folgte 1849 Marietta (in Köln auf Deutsch als Marielle oder Sergeant und Commandant aufgeführt). Jacques zog wegen der französischen Februarrevolution 1848 zwischen März 1848 und Juli 1849 mit seiner Familie nach Köln, weshalb er dort Marietta neufasste. 1849 kehrte die Familie nach Paris zurück, wo Offenbach im März ein Konzert vor dem neuen Präsidenten der Republik, Louis-Napoléon Bonaparte, gab. Im nächsten Jahr nahm er die Stelle als Kapellmeister am Théâtre-Français (Comédie-Française) an, wo er im Oktober 1853 sein Werk Pepito im Théâtre de variétés aufführte. 1856 verließ er das Théâtre-Français. Er erwarb sich einen Ruf als Virtuose und spielte mit Pianisten wie Anton Rubinstein und Franz Liszt.

### Durchbruch
Am 5. Juli 1855 eröffnete er anlässlich der Weltausstellung ein eigenes Théâtre des Bouffes-Parisiens, das zunächst in der Salle Lacaze des Théâtre Marigny an der Avenue des Champs-Élysées Platz fand, mit dem überwältigenden Erfolg von Die beiden Blinden (französisch Les deux aveugles). Es folgten hier sieben weitere Uraufführungen, darunter zahlreiche Einakter. Sehr erfolgreich führte er seit Juni 1855 sein Oyayaie auf. Mit seinem Werk Ba-ta-clan eröffnete er am 29. Dezember 1855 die Wintersaison in der Passage de Choiseul. Der Musiktitel gab dem Pariser Konzertsaal Bataclan seinen Namen.
Es folgten internationale Bühnenerfolge mit Zwei- und Dreiaktern. Sein bedeutendstes Werk Orpheus in der Unterwelt (französisch Orphée aux Enfers) feierte am 21. Oktober 1858 Premiere in der Bouffes-Parisiens. Die zweiaktige Operette war sehr erfolgreich und ließ Offenbach in ganz Europa populär werden. Mit diesem Stück machte er sich über die Gesellschaft des zweiten Empire lustig. Das bekannteste Musikstück ist der sogenannte Höllen-Cancan (im Original französisch Galop infernal) im zweiten Akt, ein Gassenhauer, der noch heute sehr bekannt ist und häufig separat aufgeführt wird. Nachdem Offenbach am 14. Januar 1860 die französische Staatsbürgerschaft erhalten hatte, wurde er 1861 Ritter der Ehrenlegion. 1863 traf er in Wien auf Johann Strauss und schrieb dort Die Rheinnixen (französisch Les fées du Rhin), uraufgeführt am 4. Februar 1864 im Wiener Theater am Kärntnertor.
Offenbach verfasste 75 Kompositionen für Violoncello sowie 102 Bühnenwerke, darunter Die schöne Helena (französisch La belle Hélène; 17. Dezember 1864), Blaubart (französisch Le barbe-bleue; 5. Februar 1866) und Pariser Leben (französisch La vie Parisienne; 31. Oktober 1866). Die letztgenannte Opera buffa wurde im Théâtre du Palais-Royal aufgeführt. Diese humorvolle Operette zeigt mit Parodien großer Opernwerke Offenbachs Vorliebe für Zynismus und politisch-kulturelle Satire.

### Letzte Lebensjahre

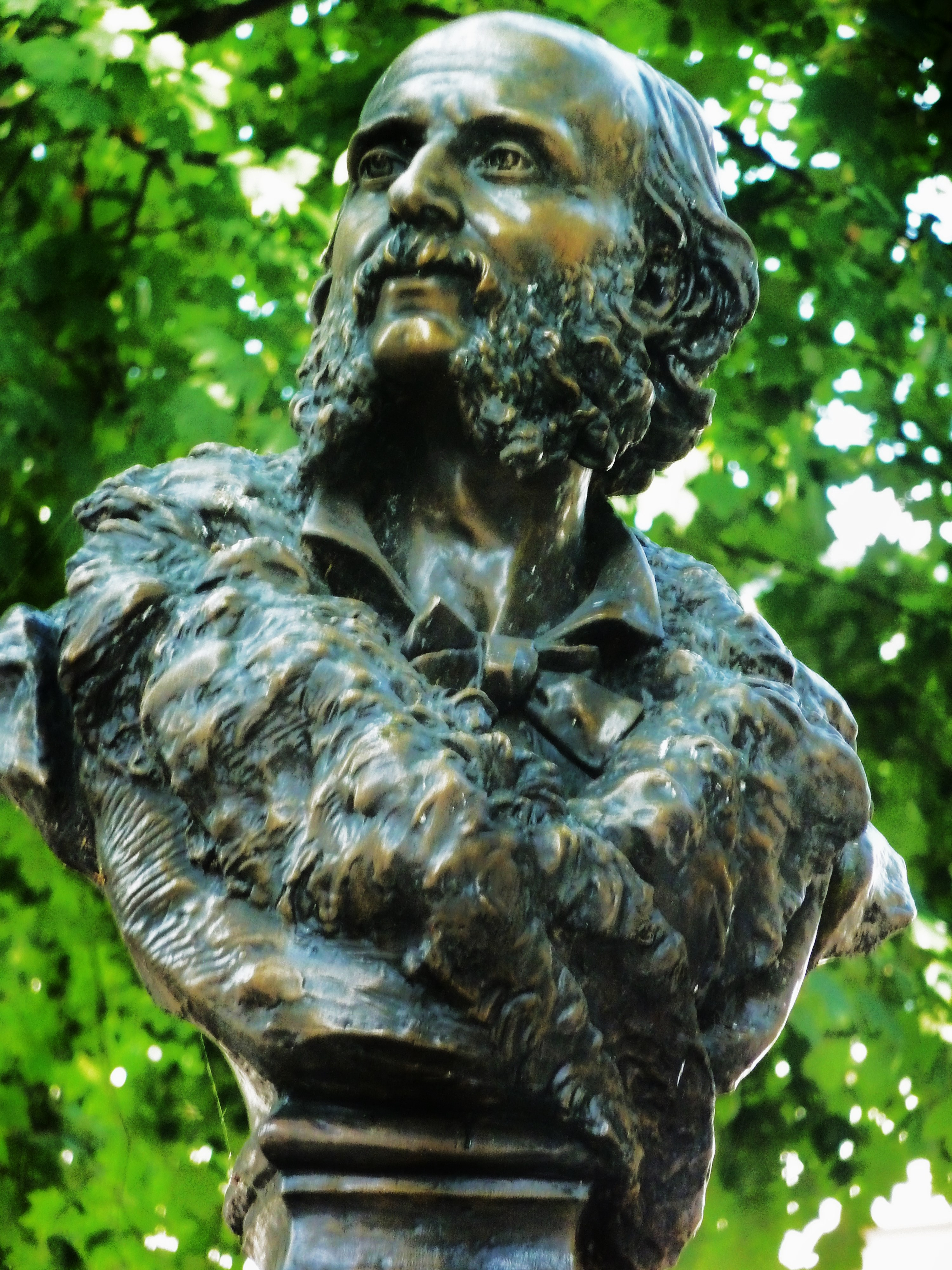
Büste auf Offenbachs Grab in Paris auf dem Cimetière de Montmartre

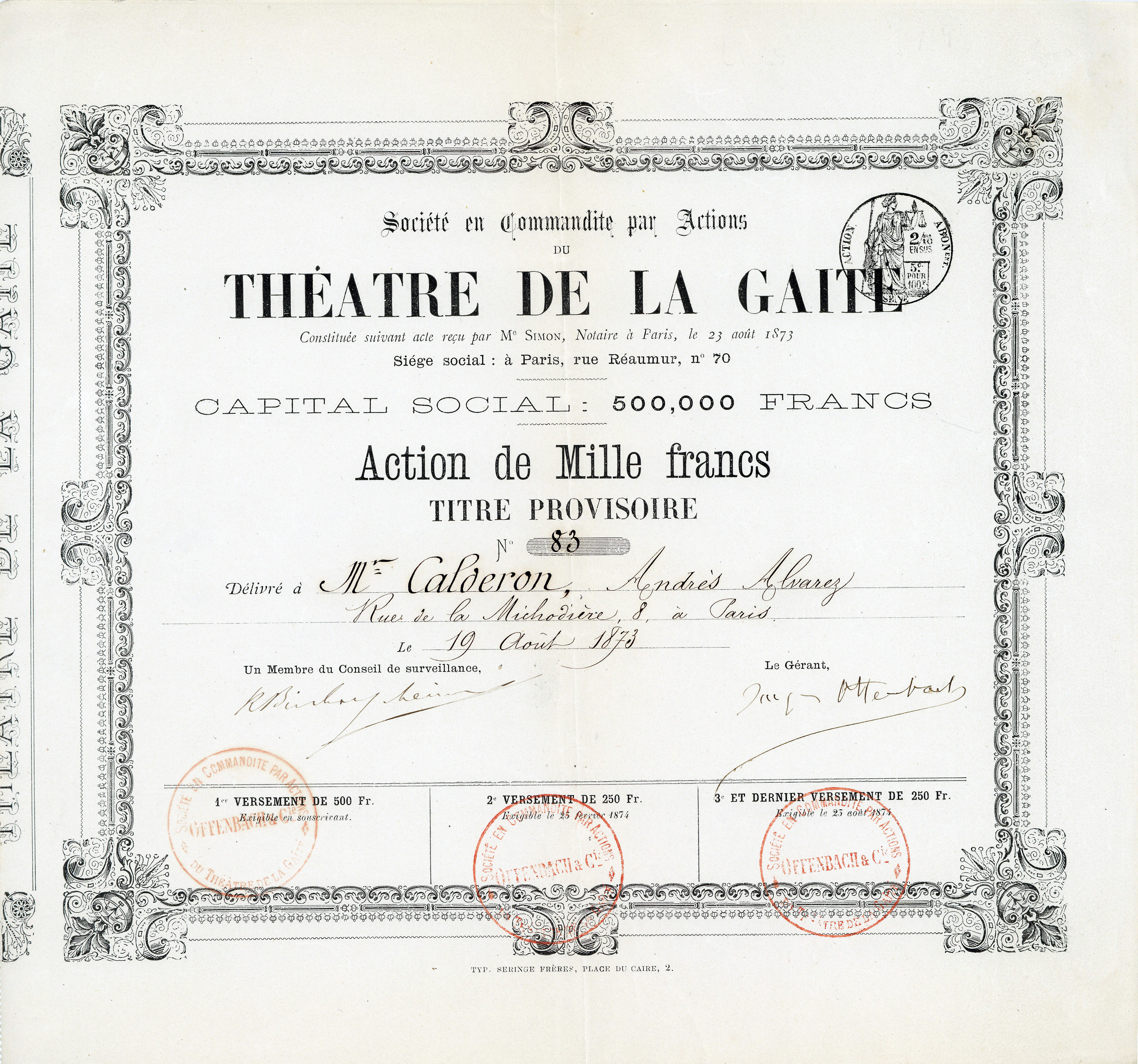
Aktie des Théatre de la Gaité über 1000 Francs, ausgegeben am 19. August 1873, unterschrieben im Original von Jaques Offenbach als Direktor. Offenbach renovierte das Theater von Grund auf, um es am 2. September 1873 mit Le Gascon, einem Drama von Théodore Barrière, zu dem er selbst die Musik beigesteuert hatte, wiederzueröffnen. In die Inszenierung des historischen Dramas La Heine von Victorien Sardou, uraufgeführt am 3. Dezember 1874, steckte Offenbach 360.000 Francs, doch der Erfolg blieb aus, was schließlich zur Auflösung der Gesellschaft führte.

1870 wurde sein Kölner Geburtshaus abgerissen. Als im Juli 1870 der Deutsch-Französische Krieg ausbrach, begann Offenbachs Ruhm zu verblassen. Das Pariser Publikum mied ihn wegen seiner deutschen Herkunft. Die französische Presse bezeichnete ihn als Spion Bismarcks, die deutsche Presse als „Vaterlandsverräter“. Offenbach brachte seine Familie nach Spanien in Sicherheit und unternahm Tourneen in Italien und Österreich. Als er nach dem Kriegsende im Juni 1871 nach Paris zurückkehrte, hatte sich dort der Zeitgeschmack geändert, und seine Werke blieben ohne Publikumserfolg. 1875 musste das Théâtre de la Gaîté, das er erst 1873 übernommen hatte, schließen. Im folgenden Jahr unternahm er erfolgreiche Reisen in das Vereinigte Königreich und in die USA, wo er anlässlich der Jahrhundertausstellung (Centennial Exhibition) zwei seiner Operetten dirigierte und in New York City und Philadelphia über 40 Konzerte gab.
Von 1877 an konzentrierte er sich auf die Komposition von Hoffmanns Erzählungen (französisch Les contes d’Hoffmann), deren Stimmpartituren er noch fertigstellen konnte. Im September 1880 machte ihn die Gicht bettlägerig. Offenbach zog sich nach Saint-Germain-en-Laye (Pavillon Henry IV, Rue Thiers 19) zurück, wo er am 5. Oktober 1880 während einer Probe zu Hoffmanns Erzählungen starb. Erst Ernest Guiraud komplettierte die Orchestration der Oper im Auftrag der Familie Offenbach, so dass die Uraufführung postum in der Opéra-Comique am 10. Februar 1881 stattfinden konnte. In der Pfarrkirche La Madeleine wurde eine große Trauerfeier für den in ganz Paris bekannten Offenbach gehalten. Er wurde auf dem Friedhof Cimetière de Montmartre, ganz in der Nähe seiner Wohnung, bestattet. Das Grabmal entwarf der Architekt Charles Garnier.

## Musik
Die Werke des „Erfinders“ der Operette haben kaum etwas mit dem zu tun, was heute unter Operette verstanden wird, da die Erwartungen an diese Gattung von der Wiener Operette geprägt sind (etwa den Stücken von Franz Lehár oder Johann Strauss). Karl Kraus prägte für seine Werke den Begriff „Offenbachiaden“, um deutlich zu machen, dass Offenbach der einzige Vertreter dieses Genres war. Offenbach selbst gebrauchte nur ein einziges Mal für eines seiner Werke die Gattungsbezeichnung Opérette (kleine Oper). Die meisten deutschen Übersetzungen (die in aller Regel vor 1960 entstanden) geben seine Bezeichnungen nicht korrekt wieder.
Offenbach verband schwungvolle, eingängige Musik mit einer meist satirisch-hintergründigen Handlung, welche Anspielungen auf die Sitten, Personen und Ereignisse seiner Zeit, das Zweite Kaiserreich unter Napoléon III., aufweist. Offenbachs Musik ist ausgesprochen dramatisch, auch wenn die Figuren auf der Bühne betont unbeweglich bleiben. Unvergleichlich blieben seine karikierende Darstellung des Militärischen (etwa in der Grande-Duchesse de Gerolstein) und des Deutschen (Lischen et Fritzchen). Offenbachs bekannteste Stücke sind die abschließende Tanznummer aus Orphée aux enfers, die ursprünglich als „Galop infernal“ bezeichnet wurde, heute jedoch als „Cancan“ bekannt ist, sowie die „Barcarole“ aus Les Contes d’Hoffmann, die er zuvor auch schon in Les Fées du Rhin verwendet hatte.
Dem vollen Klang der Wiener Operette setzen seine Instrumentationen einen schlanken, durchsichtigen Klang gegenüber. Im deutschsprachigen Raum wurden sie oft bearbeitet, weil man sie spröde fand. Statt des originalen Kornetts wurden Trompeten verwendet, statt der sogenannten Barockposaune, die in Frankreich noch bis weit ins 20. Jahrhundert in Gebrauch war, die moderne Posaune.
Nach der Postum-Aufführung 1881 erlebte Hoffmanns Erzählungen zwar einen Siegeszug durch die Musiktheater, doch war diese Fassung nur ein schlecht gekittetes Fragment. Wegen Überlänge war vieles gestrichen worden, und ein Akt, der in Venedig spielen sollte, entfiel völlig. Mit dem Druck des Materials durch den Choudens Verlag wurde vieles festgeschrieben, was nicht von seinem Schöpfer vorgesehen war. An mehreren Aufführungsorten wurden Zusätze gemacht, wie in Berlin 1884, und dazukomponiert, am folgenschwersten in Monte Carlo, wo der Intendant Raoul Gunsbourg ganze Teile „nacharbeitete“. Seit jedoch weitere Originale Offenbachs, die man bei einem Brand im Pariser Theater vernichtet glaubte, an die Öffentlichkeit gelangten, wird an einer veränderten Partiturausgabe durch den Verlag Schott und den Offenbach-Biographen Jean-Christophe Keck gearbeitet.
Werke wie sein wiederentdecktes Ave Maria für Sopran zeigen andere Facetten des Komponisten.

## Werke (Auswahl in zeitlicher Reihenfolge)

### Operetten
- Pépito (Das Mädchen von Elizondo), opéra comique in einem Akt (1853)
- Les deux Aveugles (Die beiden Blinden), opéra bouffe in einem Akt (1855)
- Ba-ta-clan, chinoiserie musicale (1855)
- Le violoneux (Die Zaubergeige), opéra bouffe in einem Akt (1855)
- Trafalgar sur un volcano, Operette in einem Akt (1855)
- Le 66, Opérette in einem Akt (Juli 1856, Théâtre des Bouffes-Parisiens); deutsche Bearbeitung als Die beiden Savojarden
- Le Financier et le savetier (Der Schuster und der Millionär), opéra bouffe in einem Akt (September 1856, Théâtre des Bouffes-Parisiens)
- Le Mariage aux Lanternes (Die Verlobung bei der Laterne), opéra bouffe in einem Akt (1857)
- Vent du soir ou l’horrible festin (siehe: Häuptling Abendwind oder Das gräuliche Festmahl), opérette bouffe in einem Akt (1857)
- Orphée aux enfers (Orpheus in der Unterwelt), opéra bouffe in zwei Akten (1858)
- Mesdames de la Halle, opérette bouffe (1858)
- La chatte métamorphosée en femme (Die verwandelte Katze), opéra bouffe in einem Akt (1858)
- Geneviève de Brabant, opéra bouffe in drei Akten (1859)
- Un Mari à la Porte (Ein Ehemann vor der Tür), opéra bouffe in einem Akt (1859)
- Barkouf, Operette (1860)
- La chanson de Fortunio (Fortunios Lied), opéra-comique in einem Akt (1861)
- Monsieur Choufleuri restera chez lui le… (Salon Pitzelberger oder auch  Herr Blumenkohl bleibt zu Hause am…), opéra bouffe (1861)
- Le pont des soupirs, opéra bouffe in zwei Akten (1861)
- Monsieur et Madame Denis (Herr und Frau Denis), opéra-comique in einem Akt (1862)
- Lischen et Fritzchen (Lieschen und Fritzchen), conversation alsacienne in einem Akt (1863)
- La Belle Hélène (Die schöne Helena), opéra bouffe in drei Akten (1864)
- La Vie parisienne (Pariser Leben), opéra bouffe in fünf Akten (1866)
- La Grande-Duchesse de Gérolstein (Die Großherzogin von Gerolstein), opéra bouffe in drei Akten (1867)
- Barbe Bleue (Blaubart), opéra bouffe in drei Akten (1866)
- Les Bavards (Die Schwätzer), opéra bouffe (1867)
- Robinson Crusoé, opéra-comique (1867)
- Le Château à Toto (Totos Schloss), opéra bouffe in drei Akten (1868)
- Le pont des soupirs, Opera bouffon in vier Akten (1868)
- La Périchole, opéra bouffe (1868)
- L’ile de Tulipatan (Die Insel Tulipatan), opéra bouffe in einem Akt (1868)
- La princesse de Trébizonde (Die Prinzessin von Trapezunt), opéra bouffe in drei Akten (1869)
- Les Brigands (Die Banditen), opéra bouffe (1869)
- Fantasio, opéra-comique in drei Akten (1872)
- Pomme d’Api, opérette (1873)
- La Créole (Die Kreolin), opéra-comique (1875)
- Madame Favart, opéra-comique (1878)
- La Fille du Tambour-Major, opéra-comique (1879)
- Belle Lurette, opéra-comique, postum, vollendet von Léo Delibes (1880)[13]

### Opern
- Les fées du Rhin (Die Rheinnixen), Romantische Oper (1864)
- Le roi Carotte (König Karotte), Komische Oper (1872).[14][15][16] 2015 wurde Le roi Carotte in der Inszenierung der Opéra de Lyon unter der Regie von Laurent Pelly mit dem International Opera Award in der Kategorie Wiederentdeckung ausgezeichnet.
- Le voyage dans la lune, opéra-féerie, frei nach Jules Vernes Von der Erde zum Mond (1875)
- Les contes d’Hoffmann (Hoffmanns Erzählungen), opéra fantastique (1881, postum)

### Ballette
- Le Papillon (1860)
- Gaité Parisienne (nach Melodien von Offenbach zusammengestellt und bearbeitet von Manuel Rosenthal, 1938)

### Konzertante Werke
- Concerto militaire in G-Dur für Cello und Orchester (1850)
- Schüler-Polka (1860, Clara Schüler gewidmet)
- Ouverture für großes Orchester (1873)
- Souvenir d’Aix-les-Bains (1873)
- American Eagle Waltz (1876 während Offenbachs Aufenthalt in den Vereinigten Staaten)

### Sonstiges
- Ave Maria, wiederentdeckte Arie (ca. 1865)

## Organisationen
Anlässlich Offenbachs 100. Todestag 1980 wurde die „Jacques-Offenbach-Gesellschaft“ mit Sitz in Bad Ems gegründet. Dort hatte Offenbach sich zwischen 1858 und 1870 wiederholt im Hochsommer aufgehalten, weil ein maßgeblicher Teil der Kurgäste aus Frankreich, insbesondere Paris kam. Mit einem eigenen Orchester führte er dort eigene Werke auf und arbeitete an neuen Stücken für den Winter in Paris, unter anderem an Orpheus in der Unterwelt. In Marmorsaal Bad Ems uraufgeführt wurden außerdem Les Bavards (1862), Il Signor Fagotto (1863), Lischen et Fritzchen (1863), Jeanne qui pleure et Jean qui rit (1864) und Coscoletto (1865). Der Verein wurde 1979 von dem damaligen Bad Emser Kurdirektor Heinz Wadepuhl und dem Lehrer und Kirchenmusiker Günther Obst gegründet, hat sich der Aufführung und Erforschung von Offenbachs Werk verschrieben und heute etwa 400 Mitglieder. Vorsitzender ist seit 2008 der Theaterwissenschaftler Ralph-Günther Patocka.
Seit 1980 richten die Jacques-Offenbach-Gesellschaft und die Stadt Bad Ems ein jährliches Jacques-Offenbach-Festival in Bad Ems aus.
2015 wurde eine „Kölner Offenbach-Gesellschaft“ mit dem Ziel gegründet, „ein angemessenes Andenken der Werke von Jacques Offenbach in Köln zu etablieren“. Zu den Gründungsmitgliedern zählen die beiden Kölner Alt-Oberbürgermeister Jürgen Roters und Fritz Schramma.